# 효행록
효행록(孝行錄)은 효도에 관한 전기를 모아 엮은 책이다. 고려 후기 권준이 중국의 이름난 효자 24명의 전기를 모아 화공에게 그림을 그리게 하고 이제현에게 찬을 받아 아버지 권부에게 보이자, 권부가 다시 효자 38명의 전기를 덧붙여 엮었다. 뒤에 권부의 증손 권근이 이를 교정하고 주를 달아 《효행록》이라 하였다.
고려 말에 중국에서 전해진 효행 이야기들을 모아 민간에 널리 알리고자 엮은 책이다. 이를 바탕으로 효자, 충신의 이야기가 중심이 되는 ≪삼강행실도≫가 편찬되었다. 효 사상의 옛 모습을 살펴볼 수 있는 자료이자 효행 설화들을 다수 접할 수 있는 설화집이기도 하다. 그뿐만 아니라 이야기마다 당대의 유명한 학자인 이제현의 찬과 권근의 주가 달려 있어 문학사적인 가치도 훌륭하다.

## 배경
≪효행록(孝行錄)≫은 중국의 효자 64인에 대한 소개와 찬양, 그리고 평가를 한 책이다. 이 책에는 이들 24인의 효자를 소개하는 24편의 글과 40효자를 소개하는 38편의 글이 기본으로 되어 있다(효자 두 사람은 다른 사람의 글에 함께 소개되어 있다). 24편은 고려 후기의 세도가인 권준(權準)이 엮은 뒤, 이제현(李齊賢)의 찬을 붙이고 그림을 그려서 아버지께 올린 것이고, 38편은 아버지 권보(權溥)가 아들의 뜻을 가상히 여겨 추가로 엮은 뒤 역시 이제현의 찬을 붙인 것이다. 권보의 증손인 조선 초기의 학자 권근(權近)은 여기에다가 평설을 붙였다.
그 내용이 우리나라가 아니라 중국의 효자들에 관한 이야기이며, 현대인의 안목으로 볼 때 더러는 지나치게 극단적인 효행을 수록했고 더러는 지나칠 정도로 내용이 간략하다. 따라서 오늘날 우리가 읽기에는 적절치 않고 부족하며, 아쉬운 점이 있는 것처럼 보인다. 하지만, 이들 이야기는 우리 선현들에 의해 재편집되고 재평가된 것으로, 고려 후기로부터 조선 초기까지의 사대부들의 효 사상을 가늠해 볼 수 있는 자료다. 특히 이제현의 찬과 권근의 평설은 이 책의 자료 가치를 더해 주는 것들이다. 더구나 이 책이 조선의 세종에 의해 중시되어 권장이 되었고, 이를 바탕으로 효자, 충신의 이야기가 중심이 되는 ≪삼강행실도≫가 편찬되었다는 점에서 후대에 미친 영향이 또한 막대하다.
그럼에도 불구하고 ≪효행록≫은 세종 이후에 ≪삼강행실도≫, ≪이륜행실도≫, ≪오륜행실도≫ 등의 책이 잇따라 나옴으로써 오랫동안 제대로 평가를 받지 못한 느낌이다. 그러나 이 책은 편찬에 참여한 사람들의 쟁쟁한 면모와 그 내용 그리고 형식에서 매우 중요하게 다루어져야 할 소중한 자료다.
≪효행록≫은 요즈음과 달리 수직적인 인간관계가 형성되었던 시대에 쓰인 것이다. 따라서 지금의 수평적인 인간관계로 형성된 현대사회에서는 이 책이 필요 없다고 생각할 수도 있다. 지금은 가족 간의 관계도 가부장적인 시대와는 달리 수평적이고 평등한 관계이므로, 수직적인 윤리를 강조한 ≪효행록≫은 오늘날 빛바랜 유산으로 인식하기 쉽다. 더구나 그 내용이 요즈음 사람들의 삶의 방식 내지는 생각과 너무 차이가 크다는 점에서 그 가치를 실감하기는 쉽지 않을 것으로 본다.
하지만, 예나 지금이나 사람 사는 이치는 변함이 없다. 비록 수직적인 것이 수평적으로 바뀌었다고 하지만, 부모와 자식 간의 관계는 변할 수 없는 것이다. 예전의 수직적인 사회에서 부모자식 간의 관계도 아버지가 아들에게 명하고, 아들은 이에 복종하는 일방적인 구도로 되어 있다고 생각하기 쉬우나, 그 근간이 되는 것은 부자자효(父慈子孝)라는 하향 상향이 조화를 이루는 쌍방 내지는 양방적인 관계다. 이는 사회가 수평적이건 수직적이건 변할 수 없는 것이다. 아버지와 아들의 사회적 관계는 대등하게 바뀌었더라도, 부모의 큰 사랑에 대해 자식들이 보답하는 일은 예와 지금이 다를 수 없기 때문이다.